# Chamberonne

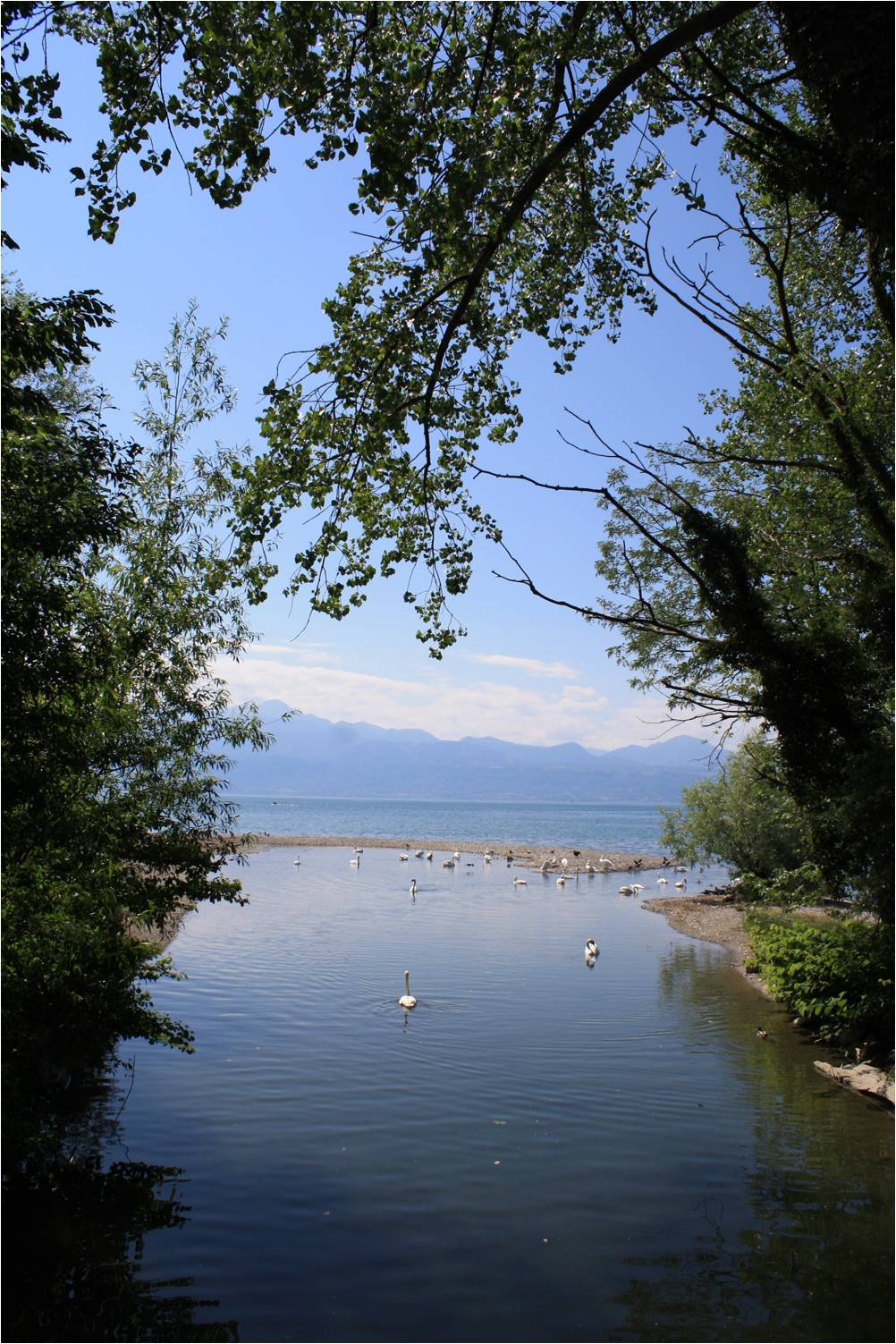
Ausfluss in den Genfersee

Die Chamberonne, im Mittellauf Sorge genannt, ist ein rund 12 km langer Zufluss des Genfersees im Kanton Waadt der Schweiz. Sie entwässert einen Abschnitt des Waadtländer Mittellandes und gehört zum Einzugsbereich der Rhone. Die Fläche des Einzugsgebietes der Chamberonne beträgt etwa 40 km². Der Name leitet sich von den gallischen Wortbestandteilen cambo- (Kurve, Mäander) und onno (Fluss, Bach) ab und bedeutet demnach so viel wie mäandrierender Bach.
Das Quellgebiet der Chamberonne befindet sich auf rund 590 m ü. M. auf dem Hochplateau des südlichen Teils des Gros de Vaud, westlich der Gemeinde Cheseaux-sur-Lausanne. Auf einer Strecke von rund 3 km fliessen die beiden Quellbäche, die Chamberonne und die Petite Chamberonne mehr oder weniger parallel in leicht in das Plateau eingesenkten Tälern. Ab dem Zusammenfluss dieser beiden Bäche in den Wäldern von Plamont und Bois de la Chasse wird das Fliessgewässer Sorge genannt. Diese bewegt sich weiter nach Süden zum Genferseebecken, wobei sie die Industriegebiete von Crissier, Bussigny und Ecublens (VD) durchquert. Mehrere Abschnitte der Sorge wurden überdeckt.
Bei Ecublens wendet sich die Sorge nach Osten und vereinigt sich mit der Mèbre, einem auf weite Strecken in einem Abstand von 1 km parallel fliessenden Bach. Der letzte rund 1 km lange Abschnitt des Flusslaufs unterhalb des Zusammenflusses von Sorge und Mèbre trägt erneut den Namen Chamberonne und liegt im Campus Lausanne. Etwa auf halbem Weg zwischen Lausanne und Saint-Sulpice (VD) mündet die Chamberonne in der Nähe des ehemaligen Herrschaftssitzes Dorigny mit einem kleinen Schwemmkegel in den Genfersee.
Überwiegend in naturnahem bis natürlichem Zustand befindet sich nur noch der Oberlauf der Chamberonne, während der Unterlauf kanalisiert und teilweise in den Untergrund verlegt wurde. Die Chamberonne besitzt ein pluviales Abflussregime.